# Jumpin' Jack Flash (film)
Jumpin' Jack Flash är en amerikansk film från 1986 i regi av Penny Marshall med bland andra Whoopi Goldberg  och Jonathan Pryce i rollerna. Två versioner av låten "Jumpin' Jack Flash", en med Aretha Franklin och en med The Rolling Stones, är med i filmen.

## Rollista (urval)
- Whoopi Goldberg - Terry Dolittle
- Jonathan Pryce - Jack
- Stephen Collins - Marty Phillips
- John Wood - Jeremy Talbott
- James Belushi - taxichaufför
- Carol Kane - Cynthia
- Annie Potts - Liz Carlson
- Peter Michael Goetz - James Page
- Jon Lovitz - Doug
- Tracey Ullman - Fiona
- Michael McKean - Leslie
- Roscoe Lee Browne - Archer Lincoln
- Tony Hamilton - man på restaurang